# MNK Uspinjača Zagreb
Malonogometni klub Uspinjača Zagreb dolazi iz glavnog grada Zagreba. Najstariji je malonogometni klub u Hrvatskoj. Osnovan je 1983. godine. U svojem dugogodišnjem postojanju bio je prvak Hrvatske četiri puta, tri puta osvajač kupa te jednom finalist. Najveći uspjeh ostvaren je 1989.g kada je u Deberecnu klub postao Europski prvak. Također, 1994. godine klub je poražen u finalu. Kroz klub su prošli brojni bivši i sadašnji reprezentativci hrvatske malonogometne reprezentacije.

## Uspjesi
Prva hrvatska malonogometna liga
- prvak: 1991./92., 1992./93., 1994./95.,1995./96.
  - doprvak: 1993./94., 2006./07.

Prvenstvo SR Hrvatske
- prvak: 1989., 1990.

Prvenstvo Jugoslavije
- prvak: 1989./90.
- doprvak: 1990./91.

Neslužbeno prvenstvo Jugoslavije
- prvak: 1985., 1986.

Hrvatski kup
- pobjednik: 1996., 1997., 2007., 2018./19., 2019./20.  
  - finalist: 2011., 2013.

Hrvatski superkup 
- drugoplasirani: 2019., 2020.

Kup europskih klubova prvaka
- pobjednik: 1988./89.
  - finalist: 1993./94.

## Nastupi u međunarodnim natjecanjima
Uspinjača je nastupala u Kupu europskih klubova prvaka (engl. Futsal Champions Clubs Tournament) kojeg je osvojila 1989.
Utakmice Uspinjače su prkizani:
- podebljano, za utakmice doma
- normalne debljine - za utakmice u gostima
- kurzivom - za utakmice na neutralnom terenu

| sezona    | faza          | protivnik                  | rezultat | poredak                                                          | napomene                                                       |
| --------- | ------------- | -------------------------- | -------- | ---------------------------------------------------------------- | -------------------------------------------------------------- |
| Uspinjača |               |                            |          |                                                                  |                                                                |
| 1988./89. | grupa A       | Naestved                   | 2:1      | 1. Uspinjača * 2. Tabanyai Banyasz * 3. Naestved 4. AFK Debrecen | igrano u Debrecenu * prošli u poluzavršnicu                    |
| 1988./89. | grupa A       | AFK Debrecen               | 12:3     | 1. Uspinjača * 2. Tabanyai Banyasz * 3. Naestved 4. AFK Debrecen | igrano u Debrecenu * prošli u poluzavršnicu                    |
| 1988./89. | grupa A       | Tabanyai Banyasz (Tabanya) | 4:2      | 1. Uspinjača * 2. Tabanyai Banyasz * 3. Naestved 4. AFK Debrecen | igrano u Debrecenu * prošli u poluzavršnicu                    |
| 1988./89. | poluzavršnica | Debreceni MVSC             | 3:2      |                                                                  | igrano u Debrecenu Uspinjača pobjednik                         |
| 1988./89. | završnica     | Kutina                     | 3:0      |                                                                  | igrano u Debrecenu Uspinjača pobjednik                         |
|           |               |                            |          |                                                                  |                                                                |
| 1993./94. | grupa A       | Torrino Rim                | 3:2      | 1. Uspinjača * 2. Dina 3. Torrino                                | igrano u Madridu * prošli u završnicu                          |
| 1993./94. | grupa A       | Dina Moskva                | 8:6      | 1. Uspinjača * 2. Dina 3. Torrino                                | igrano u Madridu * prošli u završnicu                          |
| 1993./94. | završnica     | Marsanz Torrejón           | 3:11     |                                                                  |                                                                |
|           |               |                            |          |                                                                  |                                                                |
| 1995./96. | grupa B       | P. Lepanto/Zaragoza        | 2:8      | 1. P. Lepanto/Zaragoza * 2. Dina ** 3. Uspinjača                 | Igrano u Rimu * plasirali se u finale ** utakmica za 3. mjesto |
| 1995./96. | grupa B       | Dina Moskva                | 1:4      | 1. P. Lepanto/Zaragoza * 2. Dina ** 3. Uspinjača                 | Igrano u Rimu * plasirali se u finale ** utakmica za 3. mjesto |